# مزارع
المزارع ويسمى أيضًا الفلاح هو شخص يعمل في الزراعة وتربية الكائنات الحية من أجل الغذاء أو المواد الخام. ينطبق المصطلح عادة على الأشخاص الذين يقومون ببعض المزيج من تربية المحاصيل الحقلية أو البساتين أو مزارع الكروم أو الدواجن أو المواشي الأخرى. قد يمتلك المزارع الأرض المزروعة أو قد يعمل كعامل على أرض مملوكة للآخرين، ولكن في الاقتصادات المتقدمة، يكون المزارع عادة مالك مزرعة، بينما يُعرف موظفو المزرعة باسم عمال المزارع. ومع ذلك، في الماضي غير البعيد، كان المزارع هو الشخص الذي يشجع أو يحسن نمو (نبات، محصول، إلخ) عن طريق العمل والاهتمام أو الأرض أو المحاصيل أو يربي الحيوانات (مثل الماشية أو الأسماك).

## تاريخ
يعود تاريخ الزراعة إلى العصر الحجري الحديث، كونها إحدى السمات المميزة لتلك الحقبة. بحلول العصر البرونزي، كان لدى السومريين قوة عاملة متخصصة في الزراعة بحلول 5000-4000 قبل الميلاد، وكانوا يعتمدون بشدة على الري لزراعة المحاصيل. اعتمدوا على فرق من ثلاثة أشخاص عند الحصاد في الربيع. كان مزارعو مصر القديمة يزرعون ويعتمدون ويسقيون مياههم من النيل.

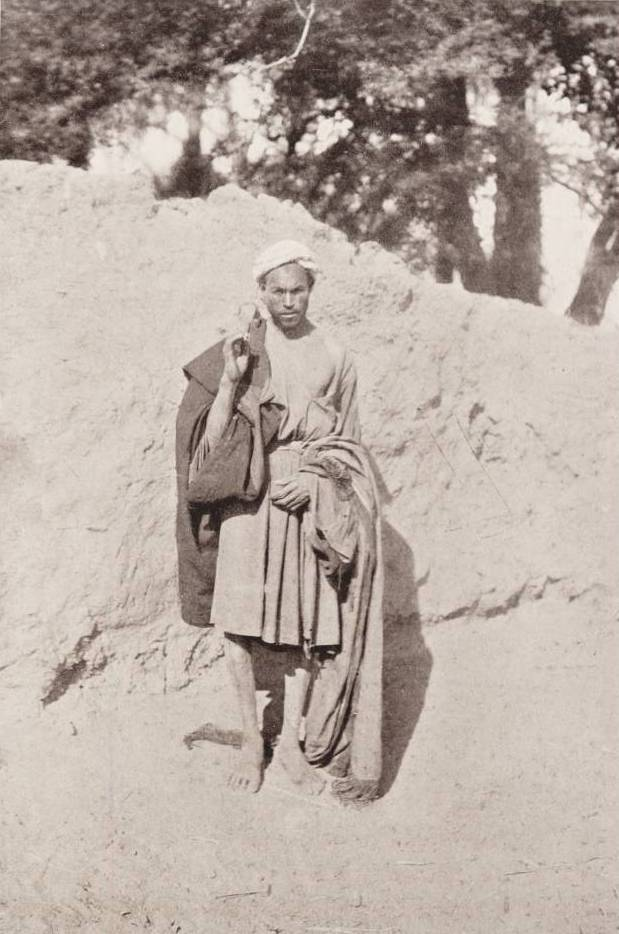
فلاح مصري صعيدي سنة 1910م

تربية الحيوانات، ممارسة تربية الحيوانات على وجه التحديد لأغراض الزراعة، موجودة منذ آلاف السنين. تم تدجين الكلاب في شرق آسيا منذ حوالي 15000 عام. تم تدجين الماعز والأغنام حوالي 8000 قبل الميلاد في آسيا. تم تدجين الخنازير بحلول عام 7000 قبل الميلاد في الشرق الأوسط والصين. يرجع أقدم دليل على تدجين الخيول إلى حوالي 4000 قبل الميلاد.

### التقدم التكنولوجي
في الولايات المتحدة في ثلاثينيات القرن الماضي، كان بإمكان مزارع واحد فقط إنتاج ما يكفي من الغذاء لإطعام ثلاثة مستهلكين آخرين. ينتج المزارع المعاصر ما يكفي من الغذاء لإطعام أكثر من مائة شخص. ومع ذلك، يعتبر بعض المؤلفين أن هذا التقدير معيب، لأنه لا يأخذ في الاعتبار أن الزراعة تتطلب طاقة والعديد من الموارد الأخرى التي يجب توفيرها بواسطة عمال إضافيين، بحيث تكون نسبة الأشخاص الذين يتم إطعامهم للمزارعين أقل من 100 إلى 1.

## أنواع
تُستخدم مصطلحات أكثر تميزًا للإشارة إلى المزارعين الذين يربون حيوانات أليفة معينة. على سبيل المثال، يُعرف أولئك الذين يقومون بتربية الماشية، مثل الماشية والأغنام والماعز والخيول، باسم مربي الماشية، أو ببساطة الماشية. قد يُشار أيضًا إلى مربي الأغنام والماعز والماشية على التوالي باسم الرعاة. ينطبق مصطلح مزارع الألبان على أولئك الذين يعملون بشكل أساسي في إنتاج الحليب، سواء من الماشية أو الماعز أو الأغنام أو غيرها من الحيوانات المنتجة للحليب. مزارع الدواجن هو الشخص الذي يركز على تربية الدجاج والديك الرومي والبط أو الأوز إما لإنتاج اللحوم أو البيض أو الريش، أو بشكل عام، الثلاثة. قد يُطلق على الشخص الذي يربي مجموعة متنوعة من الخضار للسوق مزارع شاحنات أو بستاني سوق. المزارع الترابي هو مصطلح أمريكي عامي للمزارع العملي، أو الشخص الذي يزرع أرضه.
في الدول المتقدمة، عادة ما يتم تعريف المزارع (كمهنة) على أنه شخص له مصلحة في ملكية المحاصيل أو الثروة الحيوانية، ويوفر الأرض أو الإدارة في إنتاجهم. وغالبًا ما يطلق على أولئك الذين يقدمون عمالة فقط عمال المزارع. بدلاً من ذلك، يُعرف المزارعون الذين يديرون الأراضي الزراعية لمالك أرض غائب، ويتقاسمون الحصاد (أو أرباحه) بالمزارعين أو المزارعين المشتركين. في سياق الأعمال التجارية الزراعية، يتم تعريف المزارع على نطاق واسع، وبالتالي يمكن للعديد من الأفراد الذين ليسوا بالضرورة منخرطين في الزراعة بدوام كامل أن يكونوا مؤهلين قانونًا بموجب السياسة الزراعية للإعانات المختلفة والحوافز والخصومات الضريبية.

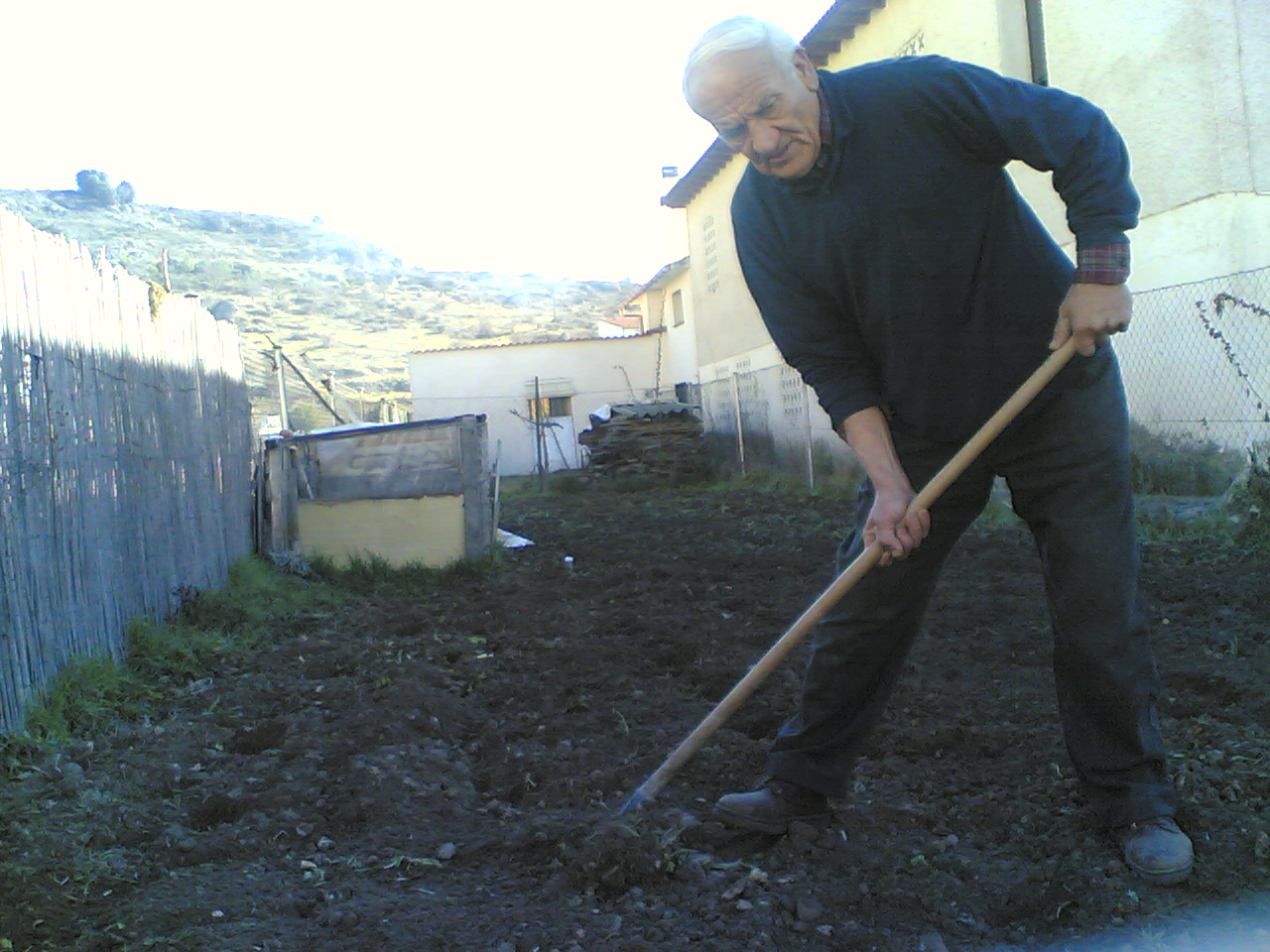
رجل يمارس الفلاحة

### التقنيات
في سياق الدول النامية أو غيرها من الثقافات ما قبل الصناعية، يمارس معظم المزارعين زراعة كفاف ضئيلة نظام زراعة عضوية بسيط يستخدم تناوب المحاصيل، أو توفير البذور، أو القطع والحرق، أو تقنيات أخرى لزيادة الكفاءة مع تلبية احتياجات الأسرة أو المجتمع. قد يُصنف الشخص الذي يعيش بهذه الطريقة على أنه فلاح، وغالبًا ما يرتبط باستخفاف بـعقلية الفلاح.
ومع ذلك، في الدول المتقدمة، يمكن أن يُطلق على الشخص الذي يستخدم مثل هذه التقنيات على بقع صغيرة من الأرض بستاني ويعتبر هاويًا. بدلاً من ذلك، قد يدفع المرء إلى مثل هذه الممارسات بسبب الفقر أو، من المفارقات على خلفية الأعمال التجارية الزراعية واسعة النطاق قد يصبح مزارعًا عضويًا ينمو للمستهلكين المميزين/ المبتدئين في سوق الغذاء المحلي.